# Bostrychia
Bostrychia – rodzaj ptaków z rodziny ibisów (Threskiornithidae).

## Zasięg występowania
Rodzaj obejmuje gatunki występujące w Afryce.

## Morfologia
Długość ciała 47–76 cm; masa ciała do 1262 g.

## Systematyka

### Etymologia
- Bostrychia: gr. βοστρυχιον bostrukhion „loczek, kędziorek”, od βοστρυχος bostrukhos „lok, kędzior”; przyrostek zdrabniający -ιον -ion[8].
- Hagedashia: epitet gatunkowy Tantalus hagedash Latham, 1790; nazwa Hagedash, onomatopeiczna nazwa w afrikaans nadana ibisowi białowąsemu przez wczesnych osadników w Południowej Afryce[9]. Gatunek typowy: Tantalus hagedash Latham, 1790.
- Lampribis: gr. λαμπρος lampros „błyskotliwy, jasny”; ιβις ibis, ιβιδος ibidos „ibis”[10]. Gatunek typowy: Bostrychia olivacea Du Bus, 1838.
- Parnopio: w mitologii greckiej Parnopios „Władca Szarańczy”, było nazwiskiem Apolla w Beocji, nadanym mu z powodu wypędzenia przez niego szarańczy (gr. παρνοψ parnops, παρνοπος parnopos „szarańcza”)[11]. Nowa nazwa dla Hagedashia Bonaparte, 1857 ze względu na puryzm.
- Oreoibis: gr. ορος oros, ορεος oreos góra (tj. góry Kenii); ιβις ibis, ιβιδος ibidos „ibis”[12]. Gatunek typowy: Oreoibis akleyorum Chapman, 1912[a]

### Podział systematyczny
Do rodzaju należą następujące gatunki:
- Bostrychia olivacea (Du Bus, 1838) – ibis oliwkowy
- Bostrychia bocagei (Chapin, 1923) – ibis brązowawy
- Bostrychia rara (Rothschild, E. Hartert & O. Kleinschmidt, 1897) – ibis plamisty
- Bostrychia hagedash (Latham, 1790) – ibis białowąsy
- Bostrychia carunculata (Rüppell, 1837) – ibis koralikowy